# Cantone di Aserrí
Il cantone di Aserrí è un cantone della Costa Rica facente parte della provincia di San José.

## Geografia antropica

### Suddivisioni amministrative
Il cantone  è suddiviso in 7 distretti:
- Aserrí
- Legua
- Monterrey
- San Gabriel
- Salitrillos
- Tarbaca
- Vuelta de Jorco